# Пальчиківська сільська рада (Катеринопільський район)
Па́льчиківська сільська́ ра́да — адміністративно-територіальна одиниця та орган місцевого самоврядування в Катеринопільському районі Черкаської області. Адміністративний центр — село Пальчик.

## Загальні відомості
- Населення ради: 765 осіб (станом на 2001 рік)

## Історія
05.02.1965 Указом Президії Верховної Ради Української РСР передано сільради: Бродецьку, Пальчиківську, Петраківську та Ямнільську Тальнівського району до складу Звенигородського району.

## Населені пункти
Сільській раді підпорядковані населені пункти:
- с. Пальчик
- с. Луківка

## Склад ради
Рада складається з 12 депутатів та голови.
- Голова ради: Бобров Микола Вікторович
- Секретар ради: Полташевська Наталія Василівна

### Керівний склад попередніх скликань
| Прізвище, ім'я, по батькові | Основні відомості                                                         | Дата обрання | Дата звільнення |
| --------------------------- | ------------------------------------------------------------------------- | ------------ | --------------- |
| Бобров Микола Вікторович    | Сільський голова, 1966 року народження, освіта вища, безпартійний         | 26.03.2006   | 31.10.2010      |
| Бобров Микола Вікторович    | Сільський голова, 1966 року народження, освіта вища, член Партії регіонів | 31.10.2010   |                 |

Примітка: таблиця складена за даними сайту Верховної Ради України

### Депутати
За результатами місцевих виборів 2010 року депутатами ради стали:

#### За суб'єктами висування
| Суб'єкт висування | Кількість обраних депутатів | %    |
| ----------------- | --------------------------- | ---- |
| Партія регіонів   | 10                          | 83,3 |
| Самовисування     | 2                           | 16,7 |

#### За округами
| № округу        | Прізвище, ім'я, по батькові    | Дата визнання обраним | Освіта             | Партійна приналежність | Відомості про обраного депутата |
| --------------- | ------------------------------ | --------------------- | ------------------ | ---------------------- | ------------------------------- |
| Партія регіонів |                                |                       |                    |                        |                                 |
| 1               | Жуківський Микола Вікторович   | 01.11.2010            | середня            | член Партії регіонів   | ТОВ Зарічанка, комірник         |
| 2               | Глущенко Раїса Миколаївна      | 01.11.2010            | вища               | член Партії регіонів   | ПальчикНВК, завуч               |
| 3               | Бобров Олег Вікторович         | 01.11.2010            | середня            | член Партії регіонів   | ФГ «Зарічанка», механізатор     |
| 4               | Моключенко Тетяна Миколаївна   | 01.11.2010            | середня спеціальна | член Партії регіонів   | Пальч. НВК, вихователь          |
| 6               | Возносименко Наталія Василівна | 01.11.2010            | середня спеціальна | член Партії регіонів   | пенсіонер                       |
| 8               | Тютюкіна Тетяна Андріївна      | 01.11.2010            | середня            | член Партії регіонів   | Сільська рада, зав. клуб        |
| 9               | Сушко Оксана Миколаївна        | 01.11.2010            | середня            | член Партії регіонів   | рай.тов ЧХ, мол.сестра          |
| 10              | Латанська Тетяна Анатоліївна   | 01.11.2010            | середня спеціальна | член Партії регіонів   | сільська рада, землевпорядник   |
| 11              | Бадрак Лариса Іванівна         | 01.11.2010            | середня            | член Партії регіонів   | НВК, тех..прац                  |
| 12              | Полташевська Наталія Василівна | 01.11.2010            | середня спеціальна | член Партії регіонів   | рай.газове господ, обліковець   |
| Самовисування   |                                |                       |                    |                        |                                 |
| 5               | Рослик Лариса Семенівна        | 01.11.2010            | середня спеціальна | член Партії регіонів   | приватне підприємство           |
| 7               | Коріненко Іван Олександрович   | 01.11.2010            | середня            | член Партії регіонів   | приватне підприємство           |